# Tulio Furlanič
Tulio Furlanič (Capodistria, 1º maggio 1949) è un cantante, batterista e percussionista sloveno.

## Biografia
Ultimogenito (e unico maschio) di una famiglia di sei, iniziò a cantare dalla prima elementare. Iniziò la carriera musicale professionale negli anni sessanta come batterista e cantante nei Kameleoni, gruppo dalla breve durata ma che lasciò un'impronta indelebile sulla scena musicale jugoslava e considerato come i "Beatles sloveni". Dopo aver assolto il servizio militare si associò al gruppo dei Faraoni, dove rimase fino al 1972, quando si trasferì in Germania. Qui mise su famiglia e cantò e suonò con diverse formazioni, con tournee soprattutto nei paesi scandinavi.
Dopo cira trent'anni ritornò in Slovenia e assieme a Danilo Kocjančič formò il gruppo degli Halo, per conto del quale oggi è nuovamente conosciuto in Slovenia.
È considerato uno dei migliori batteristi in Slovenia, si esibisce come solista e occasionalmente suona e canta con Janez Bončina (noto anche come Benč) nel gruppo September.
Il suo più grande successo è la canzone Anita ni nikoli, che cantò con il gruppo degli Halo.
Ha partecipato a numerosi concorsi canori in Slovenia e ha ricevuto diversi premi per le sue canzoni.
Parla cinque lingue, e canta in tre (sloveno, italiano, inglese), con i Kameleoni anche in serbocroato.

## Discografia

### Discografia con i Kameleoni
Album in studio
- 1981 - Kameleoni
- 1995 - Za vse generacije

Raccolte
- 1994 - Kameleoni 66-67
- 2006 - Kameleoni
- 2011 - The Ultimate Collection

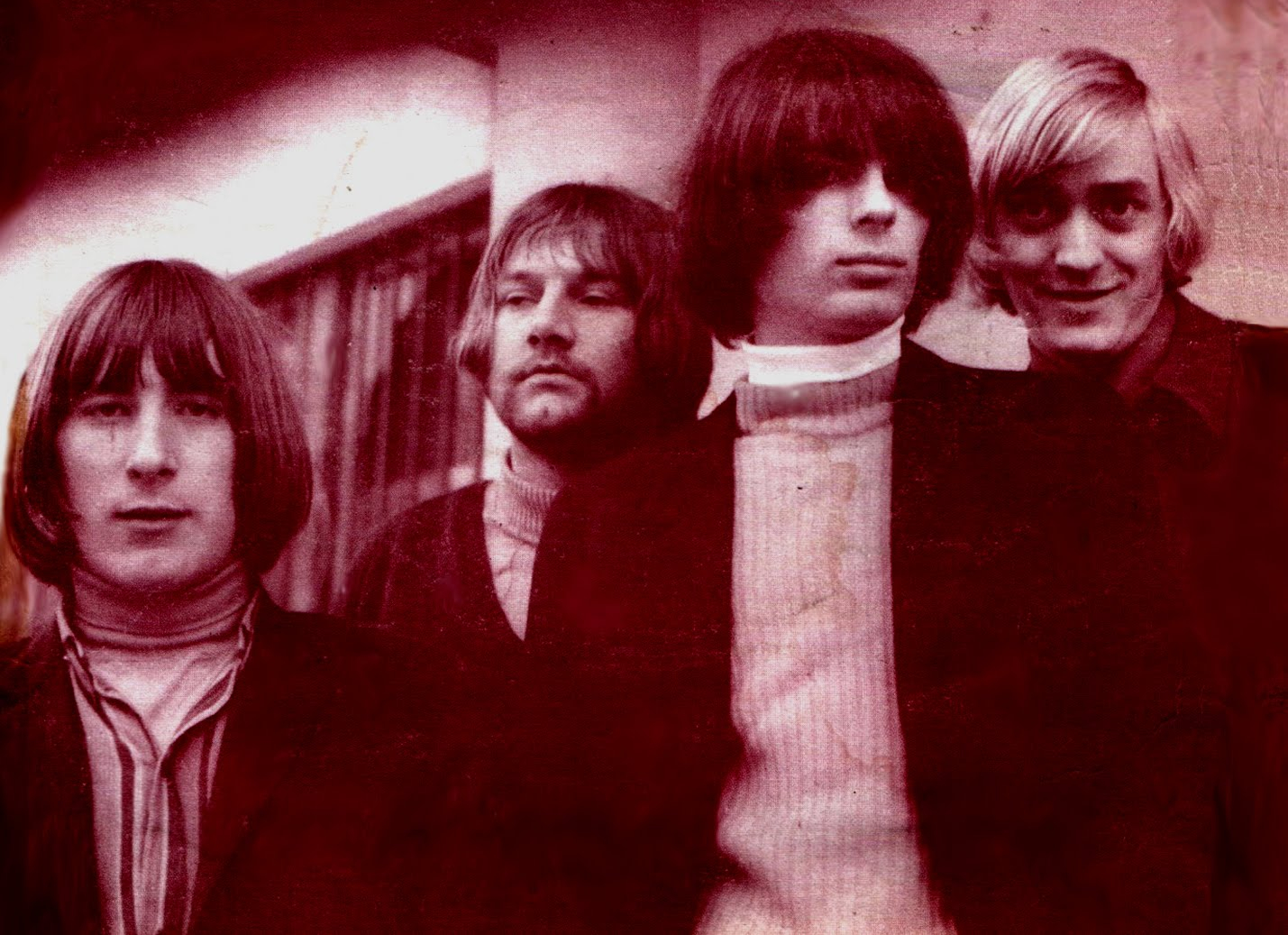
Con i Kameleoni sul disco Sunny Cry del 1968

- 2014 - Jugoton istočno od raja - Original EP Collection

EP
- 1967 - Šampioni Jugoslavije
- 1968 - Dedicated to the One I Love
- 1968 - Sunny Cry - Muzika iz filma "Sončni krik"

### Discografia con i Faraoni
EP
- 1970 - Berač (Prosjak)/Matra/Figov list

### Discografia con gli Halo
Album in studio
- 1997 - Anita ni nikoli...

Raccolte
- 2003 -  V živo

### Discografia solista
Album in studio
- 2000 - Brez rdeče niti
- 2001 - Ob kaminu
- Yeahcaryeah ma-ni-dan-i